# Olivier Botetsi
Olivier Botetsi (8. svibnja 1990.) je rukometaš iz Demokratske Republike Kongo. Nastupa za francuski klub AS Saint-Ouen-l'Aumône Handball i rukometnu reprezentaciju Demokratske Republike Kongo.
Natjecao se na Svjetskom prvenstvu u Egiptu 2021., gdje je reprezentacija DR Konga završila na 28. mjestu.